# Цілинне (Карасуський район)
Ціли́нне (каз. Целинный) — село у складі Карасуського району Костанайської області Казахстану. Входить до складу Челгашинського сільського округу.
Населення — 877 осіб (2021; 1123 у 2009, 1017 у 1999, 1208 у 1989).
Колишня назва — Цілинний.